# Nya Dagligt Allehanda
Nya Dagligt Allehanda (NDA) var en konservativ daglig tidning som utgavs i Stockholm 1859–1944. 
Nya Dagligt Allehanda utgjorde ett slags självständig fortsättning av Svenska tidningen. Dagligt Allehanda i Stockholm, som 1851–1859 utgavs av överste Johan August Hazelius. Denna byggde i sin tur på det 1767 grundade Dagligt Allehanda som 1849 gick samman med  Bore (tidskrift) till Bore. Dagligt allehanda i Stockholm. NDA:s grundare, filosofie doktor Karl Adam Lindström, andre amanuens i Riksarkivet, förklarade att den nya tidningen "skulle på ett allvarligt och sansat sätt befordra det lugna framåtskridandets sak samt med oväld och rättvisa i en städad och hyfsad ton behandla dagens växlande frågor". 
Lindström var med två korta avbrott var både huvudredaktör och ansvarig utgivare fram till sin död 1885. Tidningen uppträdde med eget konservativt program och avsåg att i viss mån utgöra en motvikt till det liberala Aftonbladet. NDA arbetade energiskt för en återgång till det protektionistiska tullsystemet och för indelningsverkets bibehållande som försvarsväsendets grundval, samt emot några som helst eftergifter mot Norge.
Åren 1906−1936 var tidningens utgivare och huvudredaktör Leonard Ljunglund, under vars ledning tidningen först fick stora framgångar. År 1908 sammanslogs NDA med tidningen Vårt Land till Nya Dagligt Allehanda–Vårt Land med gemensam redaktion och ett nybildat bolag. Tidningen gick dock i dagligt tal under namnet Nya Dagligt Allehanda och återtog detta namn 1912. NDA utmärkte sig för en tyskvänlig linje under första världskriget samt under åren 1934–1936. Under Ljunglunds senare tid som redaktör gick tidningen tillbaka. Efter en ekonomisk kris köptes den 1944 av Dagens Nyheter som ett led i bildandet av den nya tidningen Expressen.

## Chefredaktörer
- Karl Adam Lindström 1859–1885
- Wilhelm Alexander Bergstrand 1885–1891
- Johan Abraham Björklund 1891–1905
- John Wigforss 1905–1906
- Leonard Ljunglund 1906–1936
- Harald André 1936–1938
- Carl Björkman 1938
- Ragnar Ekman 1938–1942
- Erik Wästberg 1942–1944